# Эрол, Ахмет
Ахме́т Эрол (англ. Ahmet Erol; 1921 — 15 июня 2012, Стамбул) — турецкий футболист, футбольный тренер и футбольный функционер, игравший на позиции левого защитника. Участник летних Олимпийских игр 1948 года.

## Биография

### Клубная карьера
В 1939 году перешёл в «Генчлербирлиги», в составе которого отыграл шесть сезонов. Своей яркой игрой он привлёк внимание «Фенербахче». Эрол был одним из ключевым игроков обороны «Фенербахче», но в сложных для команды матчах играл на позиции центрального нападающего. В составе «жёлтых канареек» Эрол сыграл 184 матча и забил 40 голов и выигрывал несколько титулов, в том числе два раза Стамбульскую лигу. Завершил игровую карьеру в 1951 году.

### Карьера в сборной
В составе сборной Турции принимал участие на олимпийском футбольном турнире 1948 года, но поле так и не вышел. Всего за сборную Турции сыграл 5 матчей и не отметился забитыми мячами.

### Тренерская и управленческая карьера
В течение многих лет Эрол работал в «Фенербахче» на разных должностях. Эрол входил в тренерский штаб «жёлтых канареек» и в совет директоров стамбульского клуба. С 1984 по 1986 год руководил «Фенербахче», составив триумвират с Ведатом Чопланом и Османом Гёкханом. В 1989 году после очередного чемпионства «Фенербахче», когда «жёлтые канарейки» забили 103 гола, ушёл на пенсию.

### Смерть
Скончался 15 июня 2012 года в доме престарелых Стамбула по причине сердечной недостаточности.

## Достижения
«Фенербахче»
- Победитель Национального дивизиона[англ.] (1): 1950
- Чемпион Стамбульской лиги (2): 1946/47, 1947/48
- Обладатель Кубка премьер-министра Турции[англ.] (2): 1946, 1950